# Erythroxylum leal-costae
Erythroxylum leal-costae är en tvåhjärtbladig växtart som beskrevs av T. Plowman. Erythroxylum leal-costae ingår i släktet Erythroxylum och familjen Erythroxylaceae. Inga underarter finns listade i Catalogue of Life.